# Novara (stacja kolejowa)
Novara – stacja kolejowa w Novarze, w regionie Piemont, we Włoszech. Znajdują się tu 4 perony.
Jest zarządzana przez RFI, podczas gdy pasażerowie są pod opieką firmy Centostazioni. Znajduje się na Piazza Garibaldi, w centrum miasta. 
Są dwie stacje kolejowe w Novarze. Stacja końcowa linii kolejowej Ferovia Nord: Mediolan-Saronno-Novara,  znajduje się w niewielkiej odległości od  stacji głównej Novara. 
Stacja została wybudowana w 1854.

## Infrastruktura
Stacja główna Novara posiada 4 perony i 7 krawędzi peronowych. na perony 2, 3 i 4 można się dostać przejściem podziemnym. Na większej części peronów znajduje się wiata peronowa. Perony 3 i 4 znajdują się bezpośrednio na linii Turyn - Mediolan, podczas gdy inne perony nie są tak związane z tą linią.
Stacja kolejki Novara Nord to nowo wybudowana stacja z wiatami peronowymi.

## Galeria

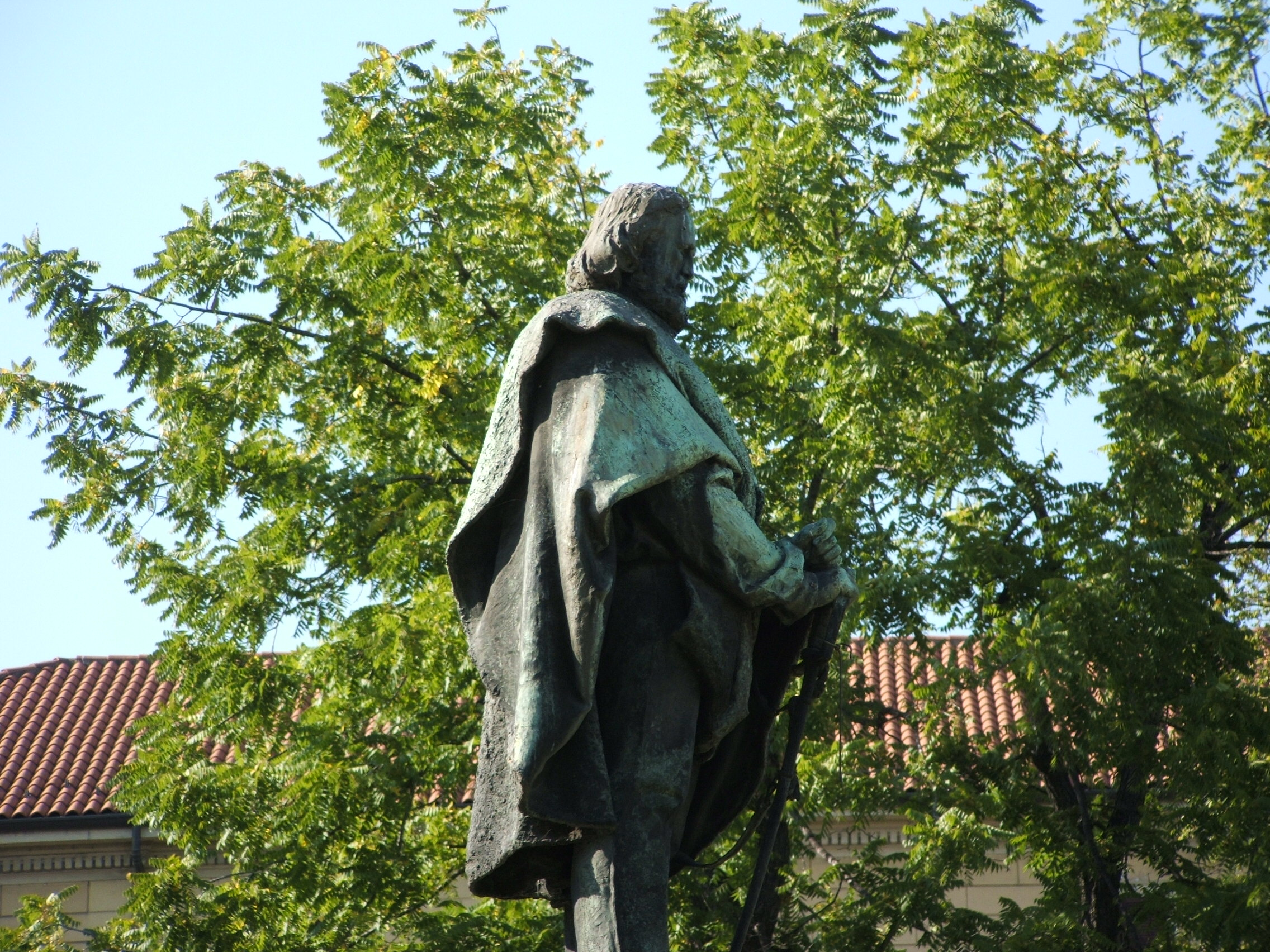
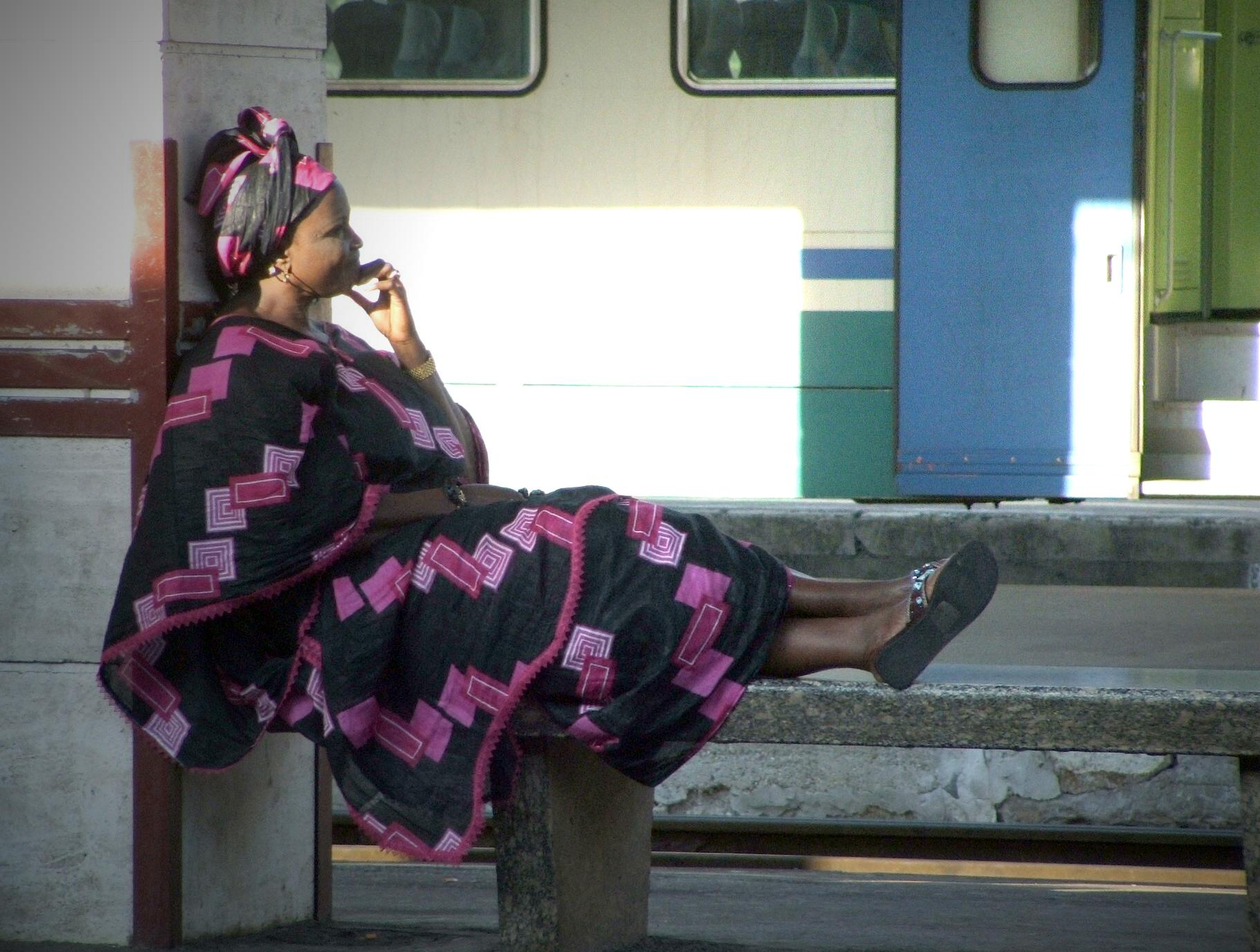
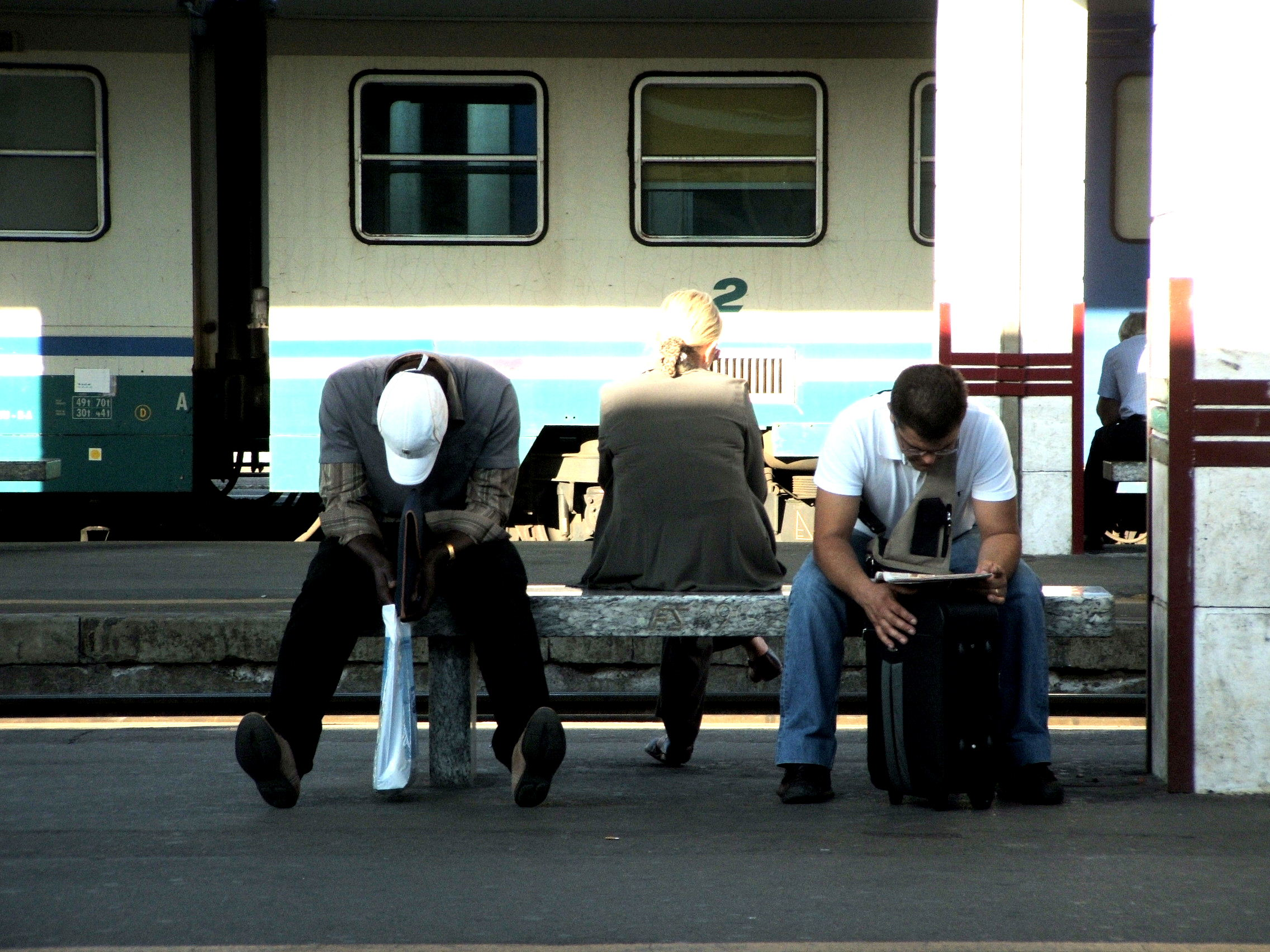

| Novara                                |  |                             |
| Linia Turyn - Mediolan (98,940 km)    |  |                             |
| Borgo Vercelliodległość: 16,889 km    |  | Trecate odległość: 9,524 km |
| Linia Alessandria - Arona (65,028 km) |  |                             |
| Garbagnaodległość: 8,398 km           |  | Vignale odległość: 3,275 km |
| Linia Biella - Novara (0,000 km)      |  |                             |
|                                       |  | Nibbia odległość: 6,881 km  |
| Linia Novara - Domodossola (0,000 km) |  |                             |
|                                       |  | Vignale odległość: 3,275 km |
| Linia Novara - Pino (0,000 km)        |  |                             |
|                                       |  | Vignale odległość: 3,275 km |
| Linia Novara - Varallo (0,000 km)     |  |                             |
|                                       |  | Vignale odległość: 3,275 km |